# E852 (trasa europejska)
E852 – trasa europejska biegnąca przez Macedonię Północną. Zaliczana do tras kategorii B droga łączy Ochrydę z granicą państwową z Albanią.

## Przebieg trasy
- Ochryda E65
- Albania